# 和解契約
和解契約（わかいけいやく、英：Engagement）は、清教徒革命（イングランド内戦）期の1647年12月27日、イングランド王兼スコットランド王チャールズ1世とスコットランド貴族ハミルトン公爵ジェイムズ・ハミルトンらが秘密裏に結んだ合意契約。イングランド議会派に幽閉されていたチャールズ1世の救援を企て、スコットランド軍が契約に基づきイングランドへ侵攻、第二次イングランド内戦のきっかけになった。
1650年にイングランド共和国が国民に求めた別の契約である忠誠契約（ちゅうせいけいやく、英：同）についても説明する。

## 経過
第一次イングランド内戦に敗れ、議会派によりハンプトン・コート宮殿に幽閉されていたチャールズ1世は再起を図り1647年11月10日夜に脱走、ワイト島に着くと10月から接触していたスコットランド国民盟約（盟約派）と交渉に入り、イングランド長期議会（議会派）とも交渉を打診しながら両派の反応を伺い、最終的に盟約派を選んだ。盟約派は第一次内戦では厳粛な同盟と契約で議会派に味方しチャールズ1世と敵対していたが、長老派教会を奉じる盟約派は独立派に対する不満から議会派と手を切り、盟約派の強硬派で同盟推進者のアーガイル侯爵アーチボルド・キャンベルと対立していたハミルトン公ジェイムズ・ハミルトンがチャールズ1世との交渉を手掛け、12月27日に和解契約が秘密裏に成立した。翌1648年3月2日にスコットランド議会で採択、多くの貴族と都市代表が賛成したが、反対も根強くスコットランドは契約を巡って分裂した。
内容はスコットランドの宗教についての要求が盛り込まれ、スコットランドの武力を背景に議会派を反逆者とするチャールズ1世の意向が働いていた。イングランドに長老派教会を3年間試験的に導入、独立派・分離派・アルミニウス主義などを異端として抑圧すること、見返りにチャールズ1世の復権にスコットランドが努力・保証することが約束された。議会が国王との協議を拒む場合、スコットランドがイングランドへ武力行使してでも国王を復権させることも記入され、ハミルトン公は約束通り盟約派の穏健派と一部王党派を率いてエンゲージャーズを結成しイングランドへ出兵、猛反発した議会派も1648年1月にチャールズ1世との交渉を打ち切り、ニューモデル軍がスコットランド軍迎撃へ向かい第二次イングランド内戦が勃発した。
第二次内戦はイングランド各地で王党派が挙兵、ニューモデル軍司令官トーマス・フェアファクスと副司令官オリバー・クロムウェルがそれらの鎮圧に奔走する中ハミルトン公はイングランドへ侵攻したが、8月のプレストンの戦いでクロムウェルの側面攻撃を受け大敗、捕らえられ処刑された。他の王党派もフェアファクスに撃破され、スコットランドでもアーガイル侯がハミルトン公と結んだ穏健派を追放しスコットランドに侵入したクロムウェルと和睦、第二次内戦は短期間であっけなく終わった。援軍が無くなり孤立したチャールズ1世は1649年1月に処刑されイングランド共和国が誕生するが、スコットランドはこれに激しく反発しアーガイル侯さえもイングランドの敵に回り、両国は再び戦争に突入した（第三次イングランド内戦）。
なお、1650年1月にイングランド共和国とクロムウェルはイングランド在住の18歳以上の全男性に、国王も貴族院も存在しない共和国に対して忠実であることを誓約するよう忠誠を求めた（忠誠契約）。背後を固めたクロムウェルは第三次イングランド内戦へ出陣したが、国民から信従を強引に取り付けた方法は誓約論争と呼ばれる論争を引き起こした。1660年、長期議会で廃止された。